# Jeremie Frimpong
Jeremie Agyekum Frimpong (sinh ngày 10 tháng 12 năm 2000) là một cầu thủ bóng đá chuyên nghiệp người Hà Lan hiện đang thi đấu ở vị trí hậu vệ phải cho câu lạc bộ Premier League Liverpool và đội tuyển bóng đá quốc gia Hà Lan. Nổi tiếng nhờ lối chơi giàu kỹ thuật, cường độ thi đấu hiệu quả trên sân và khả năng kiểm soát bóng tốt, anh được đánh giá là một trong những hậu vệ cánh xuất sắc nhất thế giới trong thế hệ của mình.

## Sự nghiệp câu lạc bộ

### Manchester City
Frimpong gia nhập Manchester City lúc 9 tuổi và thăng tiến ở đội trẻ của câu lạc bộ và anh ra sân thường xuyên ở Premier League 2 và UEFA Youth League.

### Celtic
Vào ngày 2 tháng 9 năm 2019, Frimpong ký hợp đồng 4 năm với Celtic. Cuối tháng năm đó, anh có trận ra mắt cho Celtic trước Partick Thistle ở tứ kết Cúp Liên đoàn bóng đá Scotland. Anh đã gây ảnh hưởng ngay lập tức trong trận này và giành được giải thưởng Cầu thủ xuất sắc nhất trận đấu sau khi trận đó kết thúc. Tiếp theo đó, anh trở thành cầu thủ thường xuyên ở đội một của Celtic. Nhờ tốc độ nhanh, sự bền bỉ và sức mạnh tấn công từ vị trí hậu vệ phải, anh đã được giới truyền thông đánh giá cao và đồng thời cũng được người hâm mộ Celtic yêu thích. Vào ngày 27 tháng 10, Frimpong ghi bàn trong chiến thắng 4–0 trước Aberdeen và đó là bàn thắng chuyên nghiệp đầu tiên của anh. Anh giành được chức vô địch đầu tiên trong sự nghiệp vào ngày 8 tháng 12 năm 2019 khi Celtic đánh bại Rangers 1–0 trong trận chung kết Cúp Liên đoàn bóng đá Scotland. Anh được huấn luyện viên Celtic Neil Lennon mô tả là "xuất sắc" và "được cho là cầu thủ [ngoài sân] xuất sắc nhất của đội trong hiệp một", mặc dù anh bị đuổi khỏi sân vào đầu hiệp hai vì phạm lỗi với Alfredo Morelos trong vòng cấm. Vào tháng 6 năm 2020, Frimpong được những hâm mộ của Celtic bầu chọn là Cầu thủ trẻ xuất sắc nhất năm của Celtic cho mùa giải 2019–20.

### Bayer Leverkusen
Vào ngày 27 tháng 1 năm 2021, Frimpong ký hợp đồng 4 năm rưỡi với câu lạc bộ Bayer Leverkusen tại Bundesliga với mức phí không được tiết lộ. Vào ngày 3 tháng 10 năm 2023, anh gia hạn hợp đồng đến năm 2028. Frimpong là nhân vật chủ chốt giúp Leverkusen giành chức vô địch Bundesliga đầu tiên và đánh bại Werder Bremen với tỷ số 5–0 vào ngày 14 tháng 4 năm 2024 để giành chức vô địch và chính thức phá vỡ sự thống trị 11 năm của Bayern Munich tại giải đấu này. Frimpong đá chính trên sân nhà trong chiến thắng 2–1 trước Augsburg vào ngày 18 tháng 5 năm 2024. Chiến thắng này đánh dấu một mùa giải bất bại của Bayer Leverkusen và đây là lần đầu tiên một câu lạc bộ Bundesliga có một mùa giải bất bại.

## Sự nghiệp quốc tế
Frimpong sinh ra tại Hà Lan và là người gốc Ghana. Anh chuyển đến Anh cùng với gia đình anh khi mới 7 tuổi. Vì thế, anh đủ điều kiện chơi cho Hà Lan, Ghana và Anh.
Frimpong từng đại diện cho các cấp độ bóng đá trẻ Hà Lan ở cấp độ U-19 và anh có trận ra mắt cho Đội tuyển bóng đá U-19 quốc gia Hà Lan trước U-19 Armenia vào tháng 11 năm 2018. Vào tháng 11 năm 2019, anh ra mắt đội U-20.
Vào tháng 11 năm 2022, Frimpong được đưa vào danh sách của Đội tuyển bóng đá quốc gia Hà Lan cho FIFA World Cup 2022. Theo một bài báo trên trang web NOS, mặc dù anh không hiểu được tốt tiếng Hà Lan, nhưng anh hiểu được các cuộc đối thoại trong trận đấu và ngôn ngữ bóng đá. Anh đã không xuất hiện trong giải đấu này khi Hà Lan đã bị Argentina loại ở tứ kết. Anh có trận ra mắt cho Hà Lan vào ngày 13 tháng 10 năm 2023 khi vào sân thay người trong trận đấu vòng loại UEFA Euro 2024 trước Pháp.
Vào ngày 29 tháng 5 năm 2024, Frimpong có tên trong đội tuyển quốc gia Hà Lan tham dự UEFA Euro 2024. Anh ghi bàn thắng đầu tiên cho đội tuyển quốc gia trong trận giao hữu trước giải đấu với Canada vào ngày 6 tháng 6.

## Thống kê sự nghiệp

### Câu lạc bộ
Tính đến 11 tháng 5 năm 2025
| Câu lạc bộ           | Mùa giải            | Giải vô địch         | Giải vô địch | Giải vô địch | Cúp quốc gia | Cúp quốc gia | Cúp Liên đoàn | Cúp Liên đoàn | Châu lục | Châu lục | Khác | Khác | Tổng cộng | Tổng cộng |
| Câu lạc bộ           | Mùa giải            | Hạng đấu             | Trận         | Bàn          | Trận         | Bàn          | Trận          | Bàn           | Trận     | Bàn      | Trận | Bàn  | Trận      | Bàn       |
| -------------------- | ------------------- | -------------------- | ------------ | ------------ | ------------ | ------------ | ------------- | ------------- | -------- | -------- | ---- | ---- | --------- | --------- |
| U-21 Manchester City | 2018–19             | —                    | —            | —            | —            | —            | —             | —             | —        | —        | 4    | 0    | 4         | 0         |
| Celtic               | 2019–20             | Scottish Premiership | 14           | 2            | 3            | 0            | 3             | 0             | 1        | 0        | —    | —    | 21        | 2         |
| Celtic               | 2020–21             | Scottish Premiership | 22           | 1            | 0            | 0            | 0             | 0             | 8        | 0        | —    | —    | 30        | 1         |
| Celtic               | Tổng cộng           | Tổng cộng            | 36           | 3            | 3            | 0            | 3             | 0             | 9        | 0        | —    | —    | 51        | 3         |
| Bayer Leverkusen     | 2020–21             | Bundesliga           | 10           | 0            | 1            | 0            | —             | —             | 2        | 0        | —    | —    | 13        | 0         |
| Bayer Leverkusen     | 2021–22             | Bundesliga           | 25           | 1            | 2            | 1            | —             | —             | 7        | 0        | —    | —    | 34        | 2         |
| Bayer Leverkusen     | 2022–23             | Bundesliga           | 34           | 8            | 1            | 0            | —             | —             | 13       | 1        | —    | —    | 48        | 9         |
| Bayer Leverkusen     | 2023–24             | Bundesliga           | 31           | 9            | 6            | 2            | —             | —             | 10       | 3        | —    | —    | 47        | 14        |
| Bayer Leverkusen     | 2024–25             | Bundesliga           | 33           | 5            | 4            | 0            | —             | —             | 10       | 0        | 1    | 0    | 48        | 5         |
| Bayer Leverkusen     | Tổng cộng           | Tổng cộng            | 133          | 23           | 14           | 3            | —             | —             | 42       | 4        | 1    | 0    | 190       | 30        |
| Liverpool            | 2025–26             | Premier League       | 0            | 0            | 0            | 0            | 0             | 0             | 0        | 0        | 0    | 0    | 0         | 0         |
| Tổng cộng sự nghiệp  | Tổng cộng sự nghiệp | Tổng cộng sự nghiệp  | 169          | 26           | 17           | 3            | 3             | 0             | 51       | 4        | 5    | 0    | 245       | 33        |

1. ↑  Bao gồm Cúp bóng đá Scotland, DFB-Pokal, FA Cup
2. ↑  Bao gồm Scottish League Cup, EFL Cup
3. ↑  Số lần ra sân tại EFL Trophy
4. 1 2 3 4  Số lần ra sân tại UEFA Europa League
5. ↑  Ra sân một lần UEFA Champions League, ra sân bảy lần tại UEFA Europa League
6. ↑  Ra sân năm lần tại UEFA Champions League, ra sân tám lần và ghi một bàn thắng tại UEFA Europa League
7. ↑  Số lần ra sân tại UEFA Champions League
8. ↑  Ra sân tại DFL-Supercup

### Quốc tế
Tính đến 10 tháng 6 năm 2024
| Đội tuyển quốc gia | Năm       | Trận | Bàn |
| ------------------ | --------- | ---- | --- |
| Hà Lan             | 2023      | 1    | 0   |
| Hà Lan             | 2024      | 3    | 1   |
| Tổng cộng          | Tổng cộng | 4    | 1   |

Bàn thắng quốc tế
Tính đến 6 tháng 6 năm 2024
Tỷ số và kết quả liệt kê bàn thắng của Hà Lan được để trước, cột tỷ số cho biết tỷ số sau mỗi bàn thắng của Frimpong.
| # | Ngày               | Địa điểm                   | Trận | Đối thủ | Bàn thắng | Kết quả | Giải đấu |
| - | ------------------ | -------------------------- | ---- | ------- | --------- | ------- | -------- |
| 1 | 6 tháng 6 năm 2024 | De Kuip, Rotterdam, Hà Lan | 3    | Canada  | 2–0       | 4–0     | Giao hữu |

## Danh hiệu

### Câu lạc bộ
Celtic
- Scottish Premiership: 2019–20[35]
- Scottish Cup: 2019–20[36]
- Scottish League Cup: 2019–20[37]

Bayer Leverkusen
- Bundesliga: 2023–24[20]
- DFB-Pokal: 2023–24
- DFL-Supercup: 2024[38]
- Á quân UEFA Europa League: 2023–24

### Cá nhân
- Đội hình của mùa giải kicker Bundesliga: 2021–22,[39] 2022–23[40]
- Đội hình của mùa giải Bundesliga: 2022–23[41]
- Đội hình tiêu biểu VDV Bundesliga: 2022–23[42]
- Đội hình xuất sắc nhất của UEFA Europa League: 2023–24